# Каток на Дворцовой площади

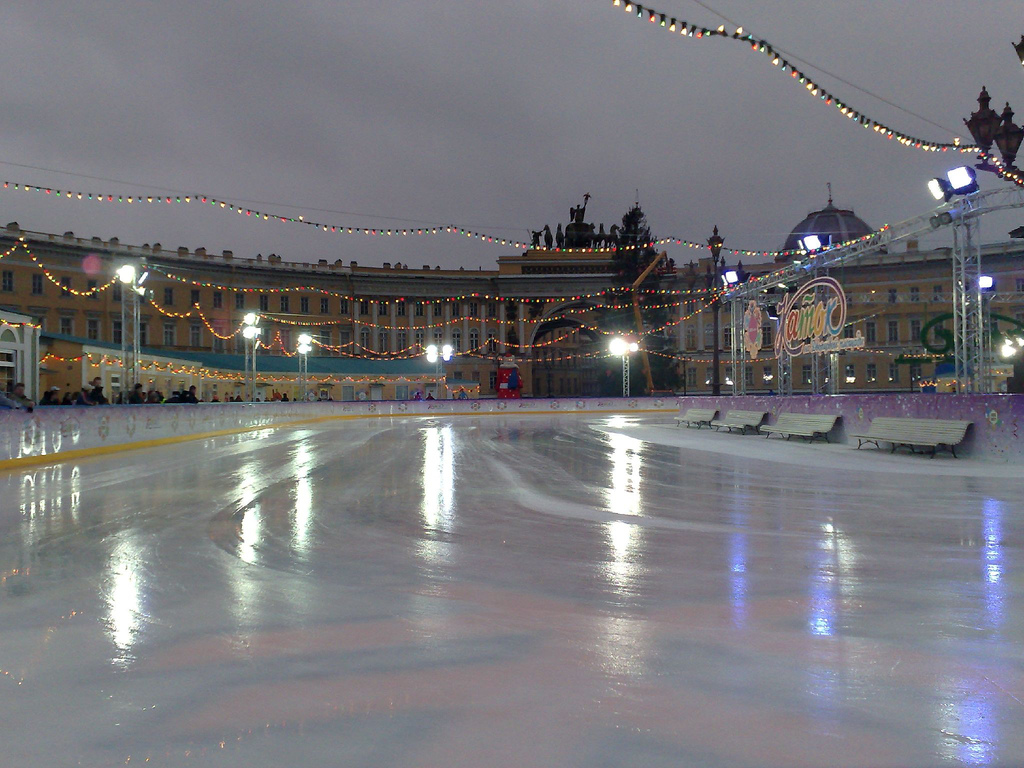
Каток на Дворцовой

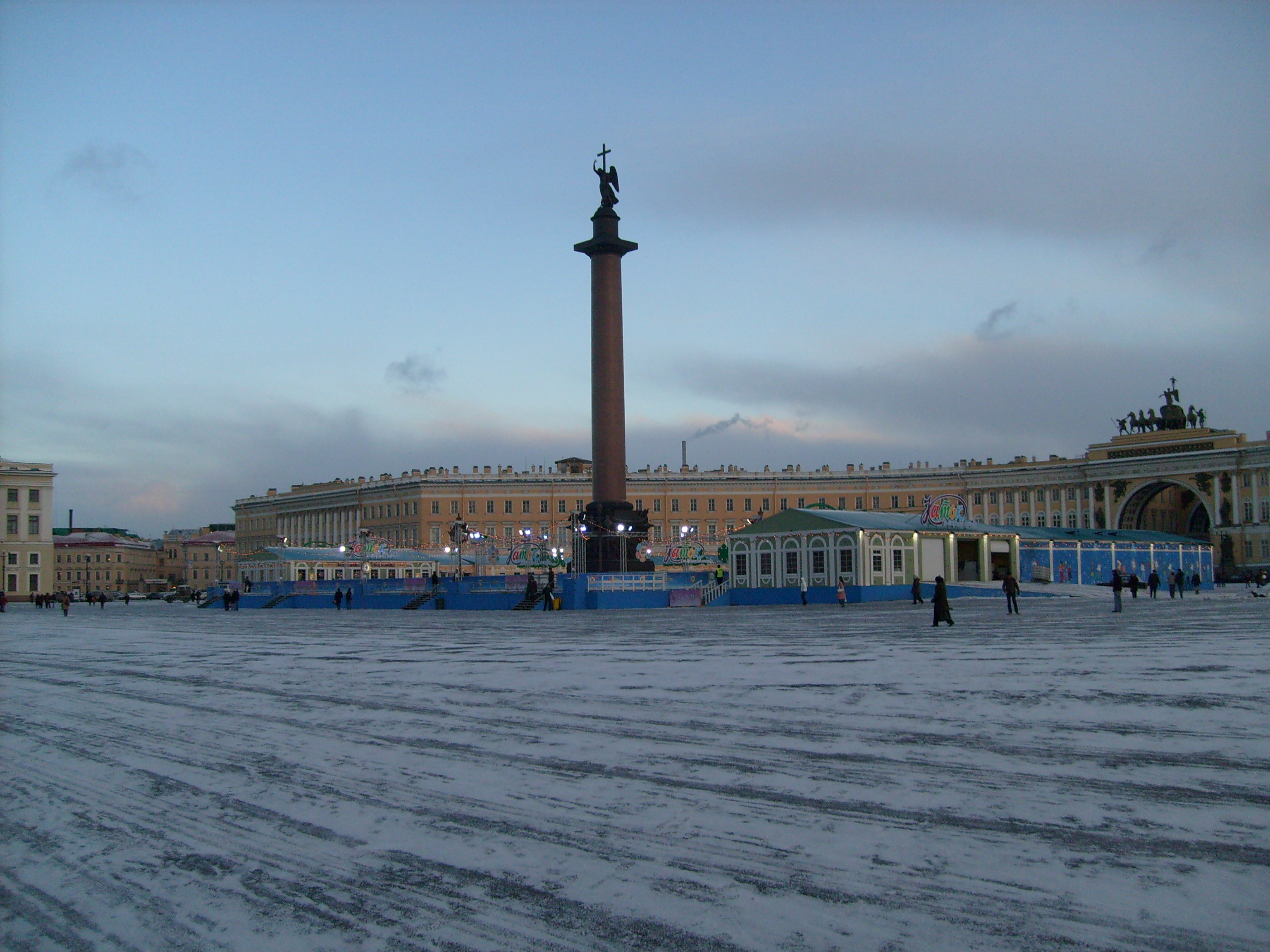
Вид со стороны

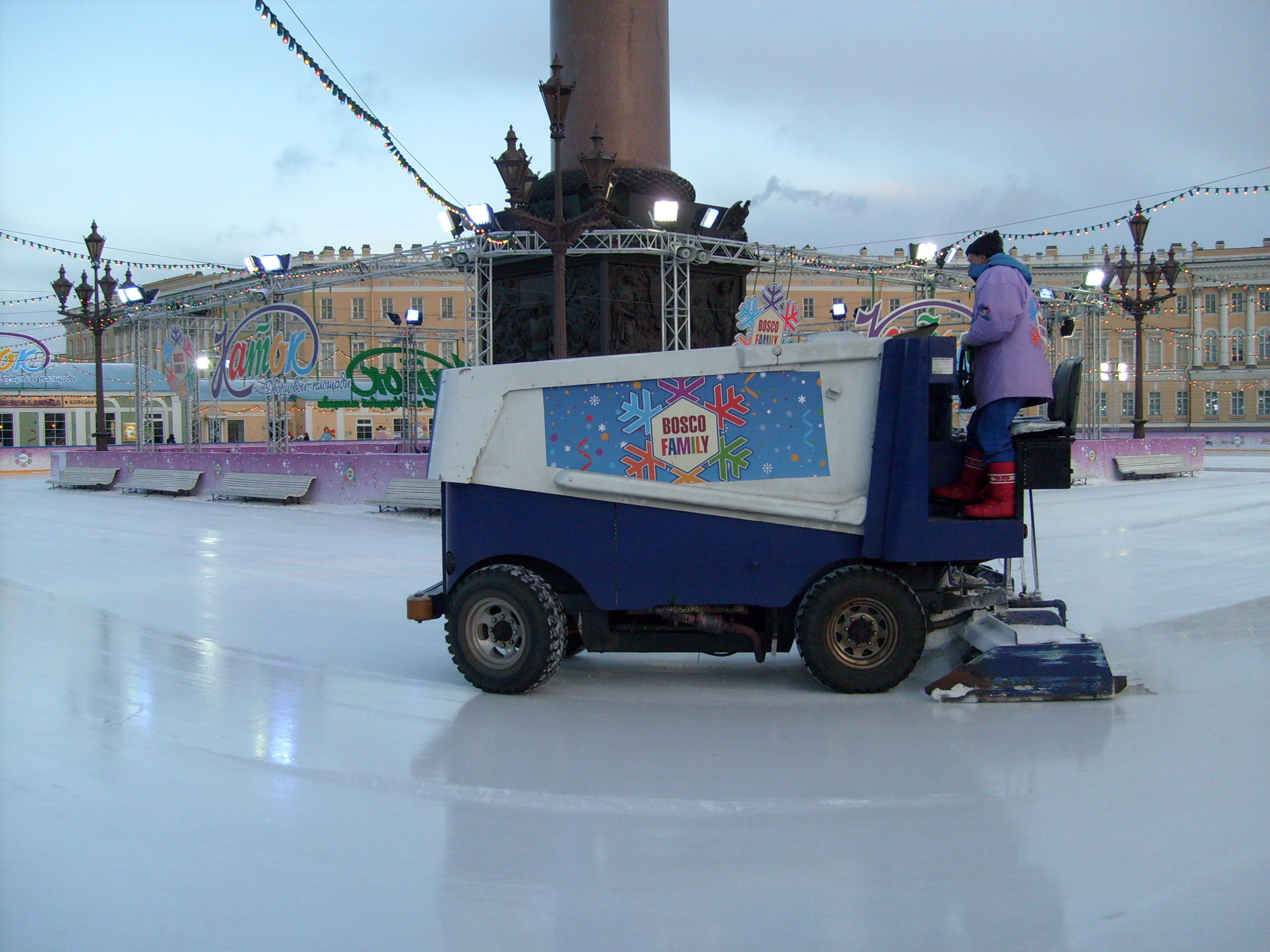
Подготовка льда

Каток на Дворцовой площади Санкт-Петербурга был сооружён в ноябре 2007 года «Боско Нева», дочерней компанией Bosco di Ciliegi по аналогии с установленным на Красной площади в Москве. Церемония открытия состоялась 1 декабря 2007 года, каток работал до начала марта 2008 года. 11 марта были начаты работы по его разборке.

Каток был сооружен в центре площади вокруг Александровской колонны и принимал одновременно около 700 человек. Для поддержания состояния льда были установлены морозильные камеры, лёд периодически обрабатывался специальными машинами.
Стал самым большим открытым катком с искусственным льдом в России.
Несмотря на регулярные сообщения СМИ и Правительства Петербурга о том, что каток является самым большим в Европе, на самом деле это не так. Ближайший пример катка бо́льшего размера находится в центре Хельсинки в районе Каллио, недалеко от станции метро Сёрнайнен. Один из старейших открытых катков этого города с искусственным льдом имеет площадь около 8000 м², в то время как площадь катка на Дворцовой не превышала 5000 м².

## Мнения относительно постройки и работы катка
В период проектной подготовки сооружения катка высказывались различные мнения о целесообразности и допустимости его строительства. Директор Эрмитажа М. Б. Пиотровский, уже выступавший против других организованных мероприятий на Дворцовой площади, назвал каток увеселительным сооружением, из-за которого весь Петербург понесёт «моральный ущерб» и потеряет «репутацию интеллигентного города». В интервью «Пятому каналу», он заявил: «На площади построен не каток. На площади построен целый ряд уродливых сооружений…». Отметив, что каток не выдержан в петербургском стиле, Пиотровский в качестве альтернативы высказал идею о возможности создания конькобежных трасс на каналах Санкт-Петербурга.
Активным сторонником строительства катка была губернатор города В. И. Матвиенко. Спикер Совета Федерации — С. М. Миронов назвал каток «уродством площади». Лидер партии «Единая Россия» и спикер Государственной Думы Б. В. Грызлов, напротив, счёл, что каток на Дворцовой площади — «удачная находка».
На специальном совещании Управления Россвязьохранкультуры по С.-Петербургу и Ленинградской области, состоявшемся 18 декабря 2007 года, было констатировано, что каток нарушает «Регламент использования Дворцовой площади и прилегающих к ней территорий», в частности оборудование катка размещено от Александровской колонны ближе допустимого расстояния в 10 метров. Рекламно-информационные объекты расположены ближе допустимых 50 м, превышена допустимая высота ограждений (1,2 м), высота конструкций навесов (выше 3,5 м) и трибун (выше 2 м).

## Реакция общественности

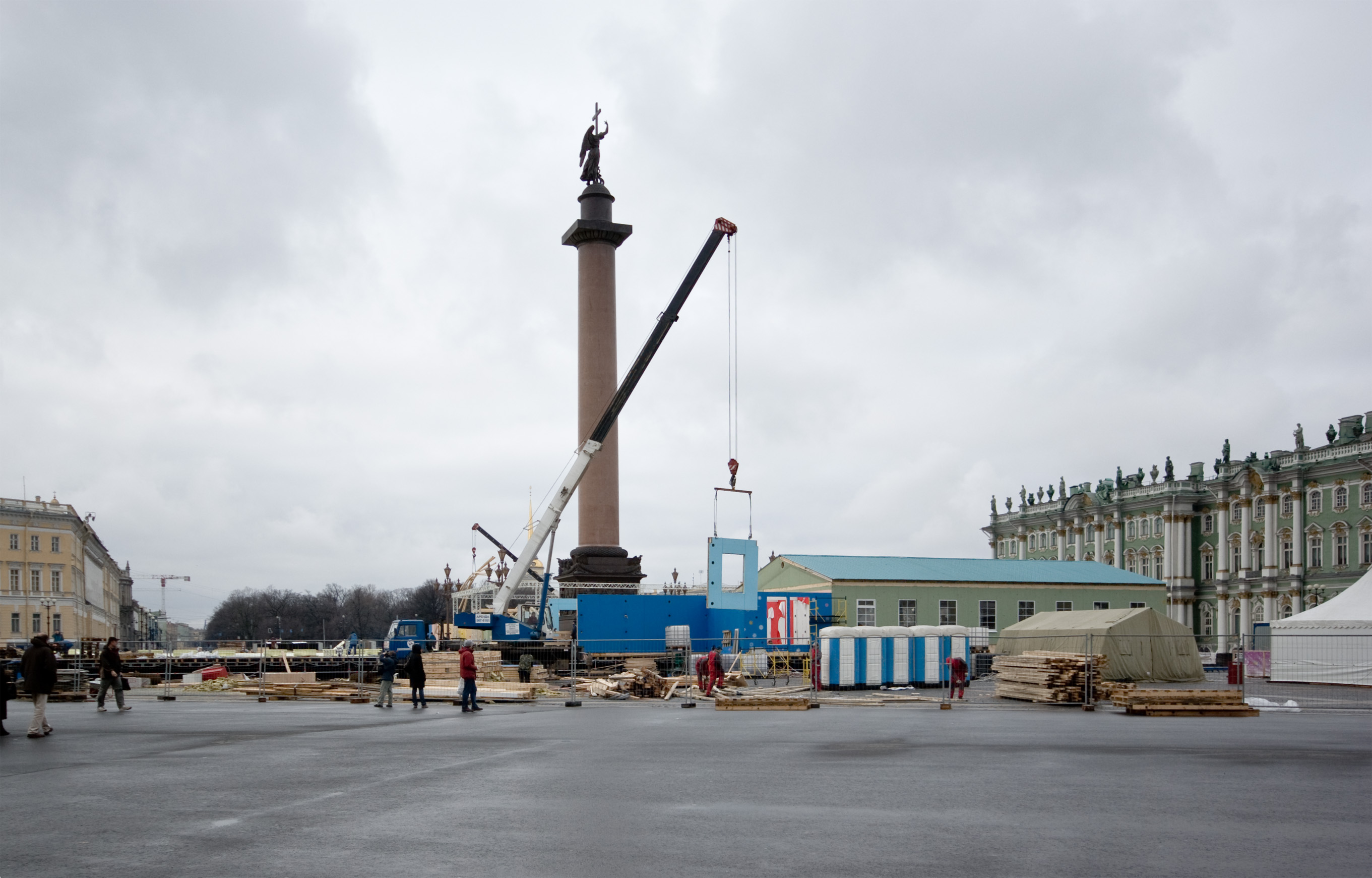
Демонтаж катка (март 2008)

Ещё осенью, когда установка катка только планировалась, группой граждан города была проведена акция протеста. Это произошло 18 октября. Мероприятие прошло в формате флеш-моба: молодые люди с лыжами, санками, надувным матрасом и другим спортивным инвентарём пришли на Дворцовую площадь. Они предлагали использовать арку Главного штаба как футбольные ворота и разместить посреди площади плавательный бассейн, подчёркивая этим абсурд идеи катка. Уже после установки катка на Дворцовой площади состоялись ещё две акции. 9 декабря (на девятый день после открытия катка) состоялась гражданская панихида по Дворцовой площади. Неравнодушные граждане принесли гвоздики и возложили их возле катка в торжественном молчании. 9 января (на сороковой день после открытия катка) состоялась научная конференция «Дворцовая площадь: проблема восприятия в историческом контексте».
Был подан иск в суд от инициативной группы петербуржцев  о незаконности и закрытии катка. Основные претензии противников сводились к тому, что каток и окружающие его высокие ангары портят вид Дворцовой площади, которая охраняется государством, зрительно разрушая её ансамбль, и делает невозможным свободный доступ к Александровской колонне и части площади. 5 февраля 2008 года Куйбышевский районный суд Санкт-Петербурга потребовал провести проверку строительства катка, устранить нарушения и обеспечить доступ к Александровской колонне. Устроители катка заявили, что доступ к Александровской колонне открыт и если кто хочет посмотреть её вблизи, то ему дают возможность подойти к ней поближе с помощью специальных ковриков, однако этим воспользовались единицы.
В феврале 2008 года подан ещё один иск, направленный уже в Василеостровский суд Санкт-Петербурга, ответчиком по которому должно было выступать Правительство города. Подавший иск лидер «Движения гражданских инициатив» (ДГИ) Петербурга М. Дружининский хотел добиться не просто обеспечения доступа к Александровской колонне, а полного сноса катка на Дворцовой площади.

## Интервью Дмитрия Знаменского
В интервью телекомпании НТВ-Петербург, ныне бывший заместитель Городского Центра Размещения Рекламы, Дмитрий Знаменский, высказывал мнение в поддержку существования катка, заверяя, что звуковое сопровождение не нанесёт ущерба Дворцовой площади, учитывая, что она «выдержала» проходившие на ней музыкальные концерты. В качестве примера, Знаменский привел «концерт Элвиса Пресли», который никогда не был в России и скончался в 1977 году, очевидно, перепутав его с Элтоном Джоном, концерт которого проходил на Дворцовой площади в июле 2007 года. Сюжет сопровождался новогодней мелодией, вероятно, чтобы подчеркнуть комичность эпизода и позже попал на сервис YouTube, снискав локальную популярность.

## Последствия
Имеются основания полагать, что во время нахождения катка на Дворцовой площади зимой 2007/2008 Александровская колонна и её ограда получили серьёзные повреждения. После демонтажа катка обнаружена пропажа элементов декора ограды — 12 литых орлов и 10 пик. Несмотря на обещания администрации катка, что «на брусчатку (Дворцовой площади) не упадёт ни капля воды», во время демонтажа катка лёд сваливался в центре площади и, тая, растекался по брусчатке. Глава группы компаний Bosco di Ciliegi Михаил Куснирович заявил, что компания Bosco не будет выделять средства на ремонт ограды, так как «каток был построен зимой, а зимой как известно летать холодно — следовательно, орлы улетели раньше».